# 保安 (大理)
保安（ほあん）は、中国の大理国の段思廉の時代に使用された元号。
1045年 - 1052年。

## 西暦との対照表
| 明啓 | 元年   | 2年    | 3年    | 4年    | 5年    | 6年    | 7年    | 8年    |
| 西暦 | 1045年 | 1046年 | 1047年 | 1048年 | 1049年 | 1050年 | 1051年 | 1052年 |
| 干支 | 乙酉   | 丙戌   | 丁亥   | 戊子   | 己丑   | 庚寅   | 辛卯   | 壬辰   |